# Diadeemwever
De diadeemwever (Euplectes diadematus) is een zangvogel uit de familie Ploceidae (Wevers).

## Verspreiding en leefgebied
Deze soort komt voor in oostelijk Afrika in Kenia, Somalië en Tanzania.